# Lapo da Castiglionchio
Lapo, diminutif de Jacopo, Jacques, da Castiglionchio en Toscane, né à Florence en 1316 et mort à Rome le 27 juin 1381 est un canoniste et humaniste du XIVe siècle.

## Biographie
Lapo da Castiglionchio fit ses premières études à Florence, fut reçu docteur à Bologne, et professa le droit dans sa patrie, et ensuite à Padoue. Il cultiva en même temps la philosophie, et surtout la littérature, où il se distingua par beaucoup d’esprit et de talent, et particulièrement par une critique peu commune dans son temps. Il donna plusieurs essais d’éloquence et de poésie ; mais ce qui lui fit le plus de réputation, et lui assura le plus la reconnaissance de la postérité, ce fut la recherche des ouvrages classiques des anciens, objet qui occupait alors plusieurs savants. Il aida principalement Pétrarque à découvrir les Institutions de Quintilien, et lui envoya la harangue de Cicéron Pro Milone et les Philippiques qu’il avait eu le bonheur de retrouver. Lapo enseigna le droit canonique à Florence pendant plus de vingt ans. La République le chargea de diverses ambassades importantes, et le nomma plusieurs fois son conseiller et son secrétaire. Il fut également élu capitaine ou chef des guelfes ; et on le regardait comme le soutien le plus ferme de ce parti. En 1378, les gibelins ayant repris le dessus, sa maison fut pillée et brûlée ; et lui-même, pour échapper à ses ennemis, fut contraint de se déguiser en moine. On le condamna au bannissement ; on lui assigna Barcelone pour séjour, et l’on mit sa tête au prix de mille florins dans le cas où il se trouverait hors de l’enceinte de cette ville. On lui offrit un asile et une chaire de droit canon à Padoue ; mais ses prétentions et les menaces des Florentins l’ayant obligé de se retirer, il suivit à Rome, en 1380, Charles de Duras, et lui donna de si bons avis qu’Urbain VI dit, en consistoire public, que c’était à Lapo que Charles devait la couronne de Naples. Dès lors, ce roi le nomma son conseiller et solliciteur à la cour du pape ; et le pape, à son tour, le créa avocat consistorial et sénateur de Rome. Lapo jouit très-peu de ces honneurs ; il mourut le 27 juin 1381. Il fut l’ami des plus beaux génies de son siècle, et particulièrement de Coluccio Salutati et de Pétrarque. Celui-ci fut inconsolable de sa perte ; et il en témoigna sa douleur dans une de ses lettres. Les ouvrages qui nous restent de Lapo ne consistent guère qu’en quelques traités de droit canon, qui n’ont aujourd’hui que peu d’intérêt. L’abbé Lorenzo Mehus a publié, en 1753, une lettre, ou Ragionamento, de Lapo, avec une Notice sur sa vie.